# Isla Holbox
Isla Holbox – meksykańska wyspa należąca do prowincji Quintana Roo.
Długość wyspy wynosi 12 kilometrów, szerokość – 1,5 km. Isla Holbox jest oddzielona od stałego lądu przez lagunę, która jest domem dla różnych gatunków ptactwa, w tym pelikanów oraz flamingów. Populacja wyspy wynosi 1198 osób (stan na 2005 rok).
Gospodarka wyspy opiera się głównie na rybołówstwie. W ostatnim czasie rozwija się także turystyka, która do tej pory nie odgrywała znaczącej roli. Turyści odwiedzający Isla Holbox przyjeżdżają głównie w celu oglądania rekina wielorybiego.
Wyspa posiada połączenia promowe z miastem Chiquila. Na wyspie praktycznie nie ma samochodów, a głównym środkiem transportu mieszkańców Isla Holbox są wózki golfowe oraz motorowery.
Niewielkie, lokalne linie lotnicze Aerosaab zapewniają połączenia z Cancún oraz Playa del Carmen. Wyspa posiada pas startowy, zdolny do obsługiwania pięcioosobowych samolotów typu Cessna.